# Lista odcinków programu Kuchenne rewolucje
Lista odcinków programu Kuchenne rewolucje – chronologiczna lista odcinków polskiego programu telewizyjnego Kuchenne rewolucje TVN-u.
Spis sporządzono na podstawie materiału źródłowego:
Kursywą podano nazwy restauracji po przeprowadzeniu rewolucji.

## Seria 1 (wiosna 2010)

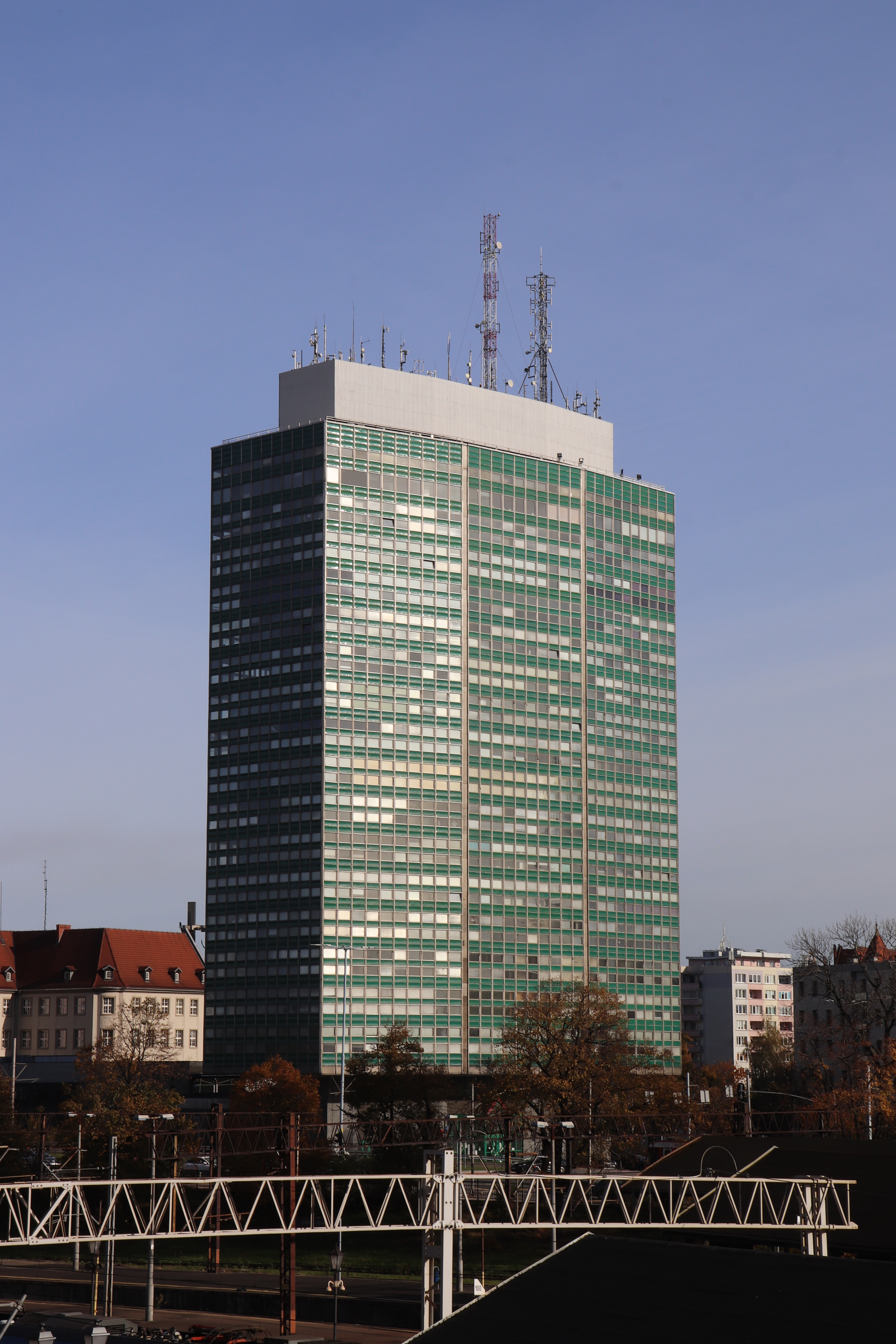
Zieleniak w Gdańsku. Na ostatnim piętrze mieści się restauracja Panorama.

| Odcinek | Restauracja                      | Miasto     | Data pierwszej emisji | Wynik rewolucji |
| ------- | -------------------------------- | ---------- | --------------------- | --------------- |
| 1       | Dziki Młyn                       | Warszawa   | 6 marca 2010          | Udana           |
| 2       | Panorama                         | Gdańsk     | 13 marca 2010         | Udana           |
| 3       | Franz Josef                      | Katowice   | 20 marca 2010         | Udana           |
| 4       | Impuls                           | Łódź       | 27 marca 2010         | Udana           |
| 5       | Artemis / Tawerna Kapetanis      | Poznań     | 3 kwietnia 2010       | Udana           |
| 6       | Pod Arsenałem                    | Toruń      | 24 kwietnia 2010      | Udana           |
| 7       | U Zosi                           | Szczawnica | 1 maja 2010           | Udana           |
| 8       | Grande Azzurro / Alpejska Dolina | Warszawa   | 8 maja 2010           | Udana           |

## Seria 2 (jesień 2010)

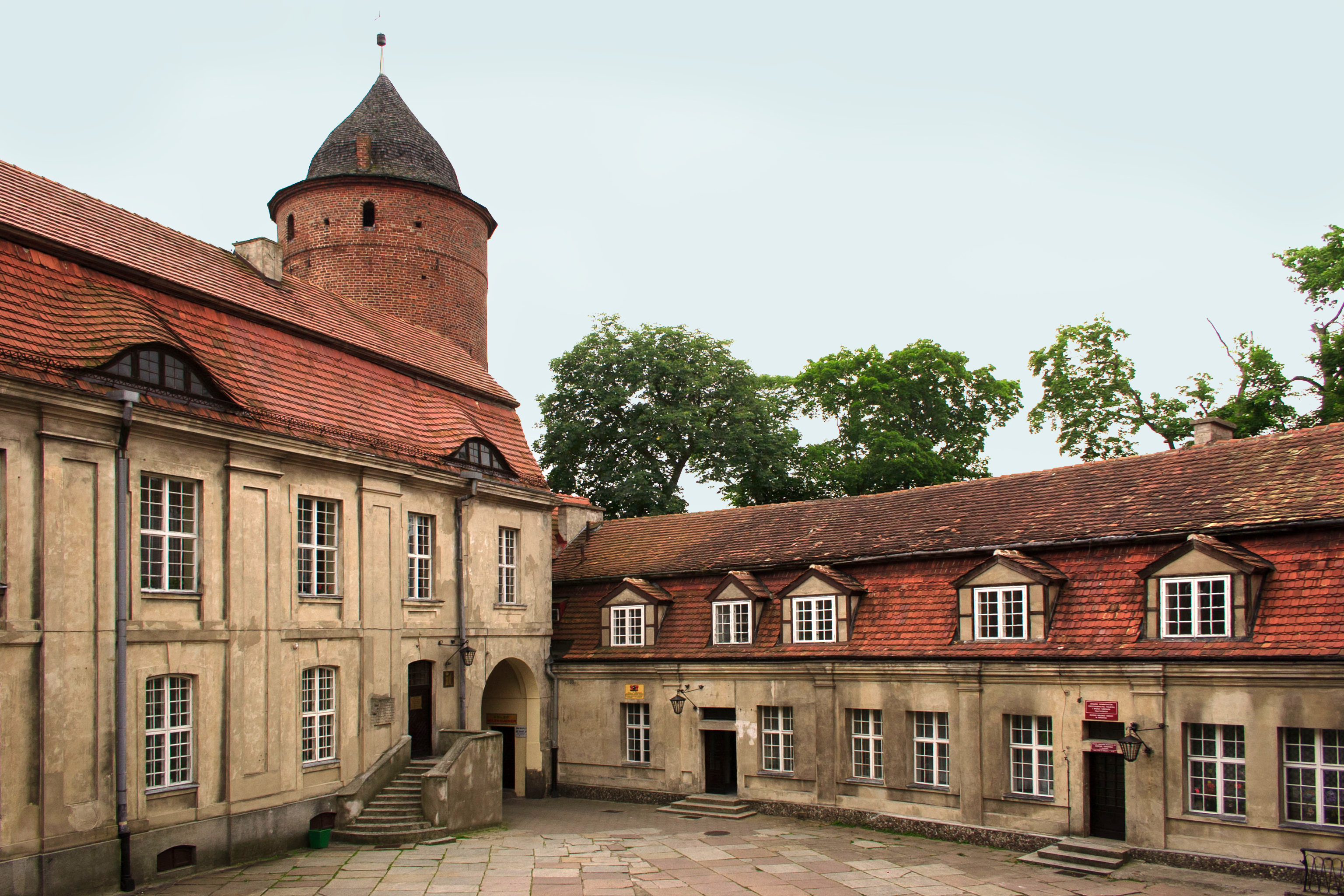
restauracja Zamkowa na zamku w Świdwinie

| Odcinek | Odcinek | Restauracja                                    | Miasto    | Data pierwszej emisji | Wynik rewolucji |
| ------- | ------- | ---------------------------------------------- | --------- | --------------------- | --------------- |
| 9       | 1       | Pod Żaglami                                    | Olsztyn   | 4 września 2010       | Udana           |
| 10      | 2       | Jesz Burger                                    | Lublin    | 11 września 2010      | Nieudana        |
| 11      | 3       | Cinamon Cafe                                   | Racibórz  | 18 września 2010      | Udana           |
| 12      | 4       | Incognito Club / Weranda                       | Mrozy     | 25 września 2010      | Udana           |
| 13      | 5       | Wook and Roll / Phi Long                       | Warszawa  | 2 października 2010   | Nieudana        |
| 14      | 6       | Zamkowa                                        | Toruń     | 16 października 2010  | Nieudana        |
| 15      | 7       | Restauracja Słowiańska                         | Słońsk    | 23 października 2010  | Udana           |
| 16      | 8       | Broniszówka                                    | Bronisze  | 30 października 2010  | Nieudana        |
| 17      | 9       | Zamkowa                                        | Świdwin   | 6 listopada 2010      | Udana           |
| 18      | 10      | Paroles Paroles                                | Kraków    | 13 listopada 2010     | Udana           |
| 19      | 11      | Zajazd Horolna                                 | Przybędza | 20 listopada 2010     | Nieudana        |
| 20      | 12      | Czarcia Łapa / Czarcia Łapa La Cucina Angelina | Lublin    | 27 listopada 2010     | Udana           |
| 21      | 13      | Tabun                                          | Otomin    | 4 grudnia 2010        | Udana           |
| 22      | 14      | Tawerna Dominikańska                           | Gdańsk    | 11 grudnia 2010       | Udana           |

## Seria 3 (wiosna 2011)
| Odcinek | Odcinek | Restauracja                   | Miasto              | Data pierwszej emisji | Wynik rewolucji |
| ------- | ------- | ----------------------------- | ------------------- | --------------------- | --------------- |
| 23      | 1       | Obrochtówka                   | Zakopane            | 12 lutego 2011        | Udana           |
| 24      | 2       | Colloseum / Pod Prosiakiem    | Tychy               | 19 lutego 2011        | Udana           |
| 25      | 3       | Peper’s                       | Białystok           | 26 lutego 2011        | Udana           |
| 26      | 4       | Kuchnia i Wino                | Pszczyna            | 5 marca 2011          | Udana           |
| 27      | 5       | Alchemik                      | Tomaszów Mazowiecki | 12 marca 2011         | Udana           |
| 28      | 6       | Indian Ocean                  | Poznań              | 19 marca 2011         | Udana           |
| 29      | 7       | Maxim                         | Wieliczka           | 26 marca 2011         | Udana           |
| 30      | 8       | Valencia / U Samuela          | Warszawa            | 2 kwietnia 2011       | Udana           |
| 31      | 9       | U Jędzy / Edelweiss           | Kraków              | 9 kwietnia 2011       | Nieudana        |
| 32      | 10      | Barcelonka                    | Przemyśl            | 16 kwietnia 2011      | Udana           |
| 33      | 11      | Barbarossa / Pod Różą         | Siedlce             | 23 kwietnia 2011      | Nieudana        |
| 34      | 12      | Darjan-Brydż / Zielone Drzewo | Bystrzyca Kłodzka   | 30 kwietnia 2011      | Udana           |

## Seria 4 (jesień 2011)
| Odcinek | Odcinek | Restauracja                           | Miasto          | Data pierwszej emisji | Wynik rewolucji |
| ------- | ------- | ------------------------------------- | --------------- | --------------------- | --------------- |
| 35      | 1       | Open Air / Ale Bajka                  | Magdalenka      | 8 września 2011       | Udana           |
| 36      | 2       | Steak House Rodeo                     | Kwidzyn         | 15 września 2011      | Nieudana        |
| 37      | 3       | Panorama / Wiszące Ogrody nad Narwią  | Nowogród        | 22 września 2011      | Udana           |
| 38      | 4       | Penelopa                              | Inowrocław      | 29 września 2011      | Udana           |
| 39      | 5       | Ania z Zielonego Wzgórza / Don Kichot | Tarnowskie Góry | 6 października 2011   | Nieudana        |
| 40      | 6       | Karczma przy Dworze                   | Jasionka        | 13 października 2011  | Udana           |
| 41      | 7       | Braterska                             | Tarnów          | 20 października 2011  | Udana           |
| 42      | 8       | Li Du                                 | Warszawa        | 27 października 2011  | Nieudana        |
| 43      | 9       | Stara Kuźnia                          | Magnuszew       | 3 listopada 2011      | Udana           |
| 44      | 10      | Galeria Smaku                         | Kozienice       | 10 listopada 2011     | Udana           |
| 45      | 11      | Stella Café                           | Lębork          | 17 listopada 2011     | Nieudana        |
| 46      | 12      | Karczma Nałęczowska                   | Nałęczów        | 24 listopada 2011     | Udana           |
| 47      | 13      | Karczma Polany                        | Kościelisko     | 1 grudnia 2011        | Udana           |
| 48      | 14      | Zapiecek / Metka                      | Poznań          | 8 grudnia 2011        | Udana           |

## Seria 5 (wiosna 2012)

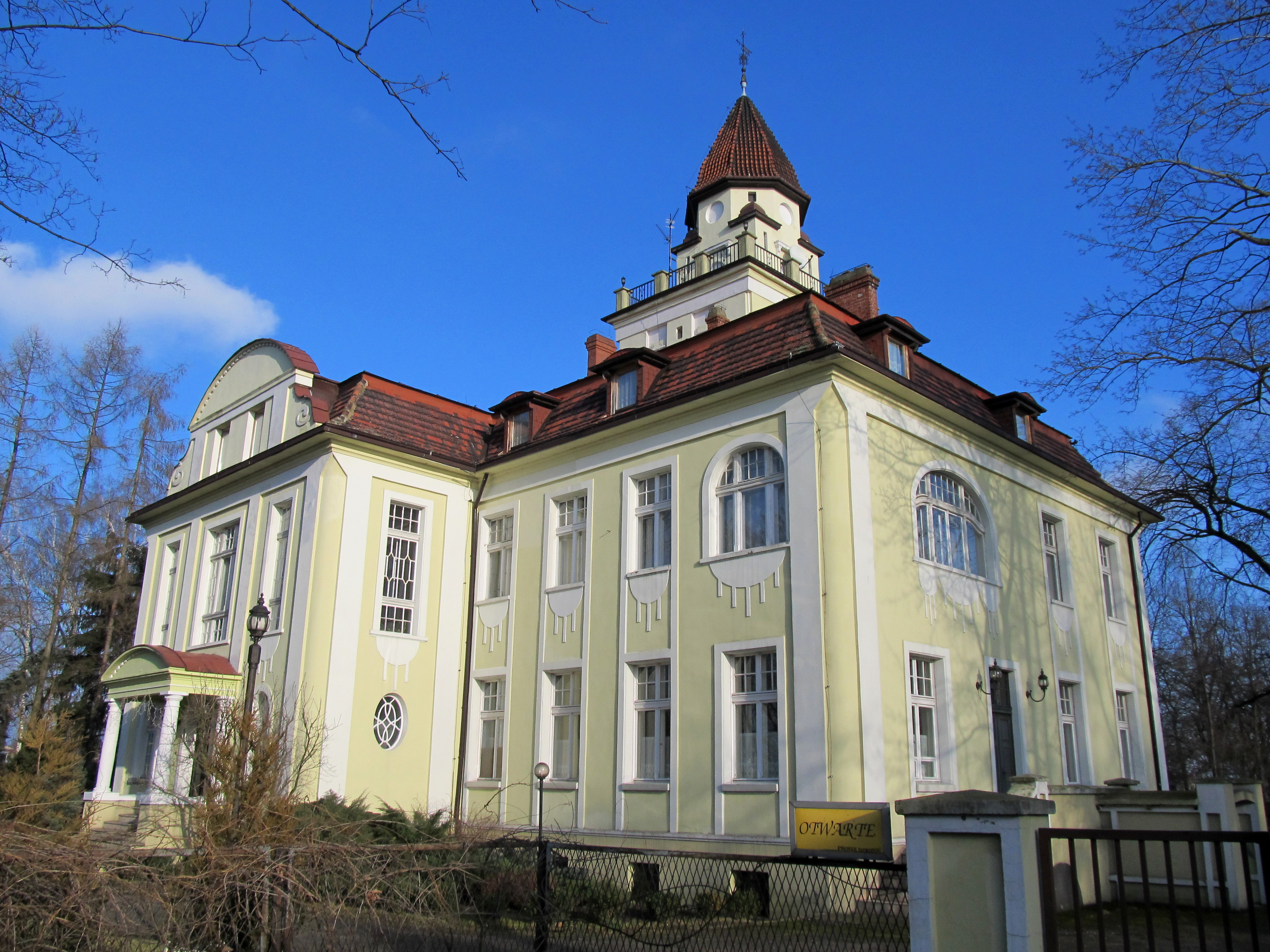
Pałac w Nieznanicach

| Odcinek | Odcinek | Restauracja                                      | Miasto              | Data pierwszej emisji | Wynik rewolucji |
| ------- | ------- | ------------------------------------------------ | ------------------- | --------------------- | --------------- |
| 49      | 1       | Kapitan Nemo / Kapitan Kuk                       | Skarbimierz-Osiedle | 1 marca 2012          | Udana           |
| 50      | 2       | Karczma u Bartka / Kiełbacha i Korale            | Bukowina Tatrzańska | 8 marca 2012          | Udana           |
| 51      | 3       | Tawerna / Bar Familijny                          | Dobre Miasto        | 15 marca 2012         | Udana           |
| 52      | 4       | Syrenka / Restauracja Pomorska „Syrenka Ustecka” | Ustka               | 22 marca 2012         | Udana           |
| 53      | 5       | Enigma / Pyszny Browar                           | Radom               | 29 marca 2012         | Nieudana        |
| 54      | 6       | Greek Zorbas                                     | Augustów            | 5 kwietnia 2012       | Udana           |
| 55      | 7       | Campo di Fiori / Laboratorium Pizza              | Nowy Sącz           | 12 kwietnia 2012      | Udana           |
| 56      | 8       | Samui                                            | Kraków              | 19 kwietnia 2012      | Udana           |
| 57      | 9       | Niebieski Parasol / Pod Jeleniem                 | Chojnów             | 26 kwietnia 2012      | Udana           |
| 58      | 10      | Hotel Corum / Śniadaniarnia                      | Karpacz             | 3 maja 2012           | Nieudana        |
| 59      | 11      | New Namaste India                                | Zielona Góra        | 10 maja 2012          | Udana           |
| 60      | 12      | Pałac Nieznanice                                 | Nieznanice          | 17 maja 2012          | Udana           |
| 61      | 13      | Karczma pod Łosiem / Farma Wawrzyńca             | Wawrów              | 24 maja 2012          | Udana           |
| 62      | 14      | Fregata                                          | Koszalin            | 31 maja 2012          | Udana           |

## Seria 6 (jesień 2012)
| Odcinek | Odcinek | Restauracja                              | Miasto             | Data pierwszej emisji | Wynik rewolucji |
| ------- | ------- | ---------------------------------------- | ------------------ | --------------------- | --------------- |
| 63      | 1       | Kameralna                                | Chodzież           | 6 września 2012       | Udana           |
| 64      | 2       | Magnolia / Obora                         | Gryfów Śląski      | 13 września 2012      | Udana           |
| 65      | 3       | Leśna Chata                              | Kraszków           | 20 września 2012      | Udana           |
| 66      | 4       | Łabędź                                   | Pyskowice          | 27 września 2012      | Nieudana        |
| 67      | 5       | Antykwariat / Ąka                        | Lublin             | 4 października 2012   | Udana           |
| 68      | 6       | Leo Libra / Dziki dwór pod kaczką        | Gniezno            | 11 października 2012  | Udana           |
| 69      | 7       | Kuźnia Smaków / Trattoria da Tadeusz     | Bielsko-Biała      | 18 października 2012  | Udana           |
| 70      | 8       | Orient Express                           | Lublin             | 25 października 2012  | Udana           |
| 71      | 9       | Zajazd pod Jodłową Górą                  | Tymbark            | 1 listopada 2012      | Udana           |
| 72      | 10      | Matalmara / Willa pod złotym ziemniakiem | Goczałkowice-Zdrój | 8 listopada 2012      | Nieudana        |
| 73      | 11      | Karczma Leśniczanka                      | Wielbark           | 15 listopada 2012     | Udana           |
| 74      | 12      | Villa Toscania                           | Nowe Gorzycko      | 22 listopada 2012     | Udana           |
| 75      | 13      | Gaumarjos                                | Warszawa           | 29 listopada 2012     | Udana           |

## Seria 7 (wiosna 2013)
| Odcinek | Odcinek | Restauracja                           | Miasto              | Data pierwszej emisji | Wynik rewolucji |
| ------- | ------- | ------------------------------------- | ------------------- | --------------------- | --------------- |
| 76      | 1       | Folklor                               | Jastrowie           | 28 lutego 2013        | Udana           |
| 77      | 2       | Cieszyński Browar Mieszczański        | Cieszyn             | 7 marca 2013          | Udana           |
| 78      | 3       | Rybka                                 | Gdańsk              | 14 marca 2013         | Udana           |
| 79      | 4       | Nasza Chata Smaków / Schabowy... Raz! | Babi Dół            | 21 marca 2013         | Udana           |
| 80      | 5       | Magistrat                             | Hrubieszów          | 28 marca 2013         | Nieudana        |
| 81      | 6       | Marrone / Golonka w Pepitkę           | Ostrów Wielkopolski | 4 kwietnia 2013       | Udana           |
| 82      | 7       | VooDoo / American Home                | Kielce              | 11 kwietnia 2013      | Udana           |
| 83      | 8       | Carska                                | Legionowo           | 18 kwietnia 2013      | Udana           |
| 84      | 9       | Perła / U Schabińskiej                | Jasło               | 25 kwietnia 2013      | Udana           |
| 85      | 10      | Majaga / U sióstr                     | Dębica              | 2 maja 2013           | Udana           |
| 86      | 11      | Tawerna Ellada / Viva Grecja          | Głogów              | 9 maja 2013           | Udana           |
| 87      | 12      | Malinówka                             | Wisła               | 16 maja 2013          | Udana           |
| 88      | 13      | Viki Lektiko / Szprota                | Elbląg              | 23 maja 2013          | Nieudana        |
| 89      | 14      | Bazylia & Oregano                     | Poznań              | 30 maja 2013          | Udana           |
| 90      | 15      | Stary kredens                         | Sanok               | 6 czerwca 2013        | Udana           |

## Seria 8 (jesień 2013)
| Odcinek | Odcinek | Restauracja                           | Miasto            | Data pierwszej emisji | Wynik rewolucji |
| ------- | ------- | ------------------------------------- | ----------------- | --------------------- | --------------- |
| 91      | 1       | U przyjaciół                          | Sopot             | 5 września 2013       | Udana           |
| 92      | 2       | Do syta / Pod Jabłonką                | Łódź              | 12 września 2013      | Udana           |
| 93      | 3       | U Wikinga / Kurnik                    | Słupsk            | 19 września 2013      | Udana           |
| 94      | 4       | Sielska Zagroda                       | Nowy Dwór Gdański | 26 września 2013      | Udana           |
| 95      | 5       | Relax / Lwów                          | Chełm             | 3 października 2013   | Udana           |
| 96      | 6       | Zajazd Euforia/Spichlerz              | Ciągowice         | 10 października 2013  | Udana           |
| 97      | 7       | Mauritiana / Absynt                   | Nowy Targ         | 17 października 2013  | Udana           |
| 98      | 8       | Parada / Bar Zigi                     | Kościerzyna       | 24 października 2013  | Udana           |
| 99      | 9       | Imperium Smaku / Gorąca Kiełbasiarnia | Łódź              | 31 października 2013  | Udana           |
| 100     | 10      | Paradis / Beka                        | Puck              | 7 listopada 2013      | Udana           |
| 101     | 11      | Feniks / Modra Pyza                   | Kobiór            | 14 listopada 2013     | Udana           |
| 102     | 12      | Zajazd pod Kłobukiem                  | Małdyty           | 21 listopada 2013     | Udana           |
| 103     | 13      | Chata Paprocańska / Dom Bawarski      | Tychy             | 28 listopada 2013     | Udana           |
| 104     | 14      | Tawerna / Ararat                      | Warszawa          | 5 grudnia 2013        | Udana           |
| 105     | 15      | One Way / Marilyn                     | Straszyn          | 12 grudnia 2013       | Udana           |

## Seria 9 (wiosna 2014)

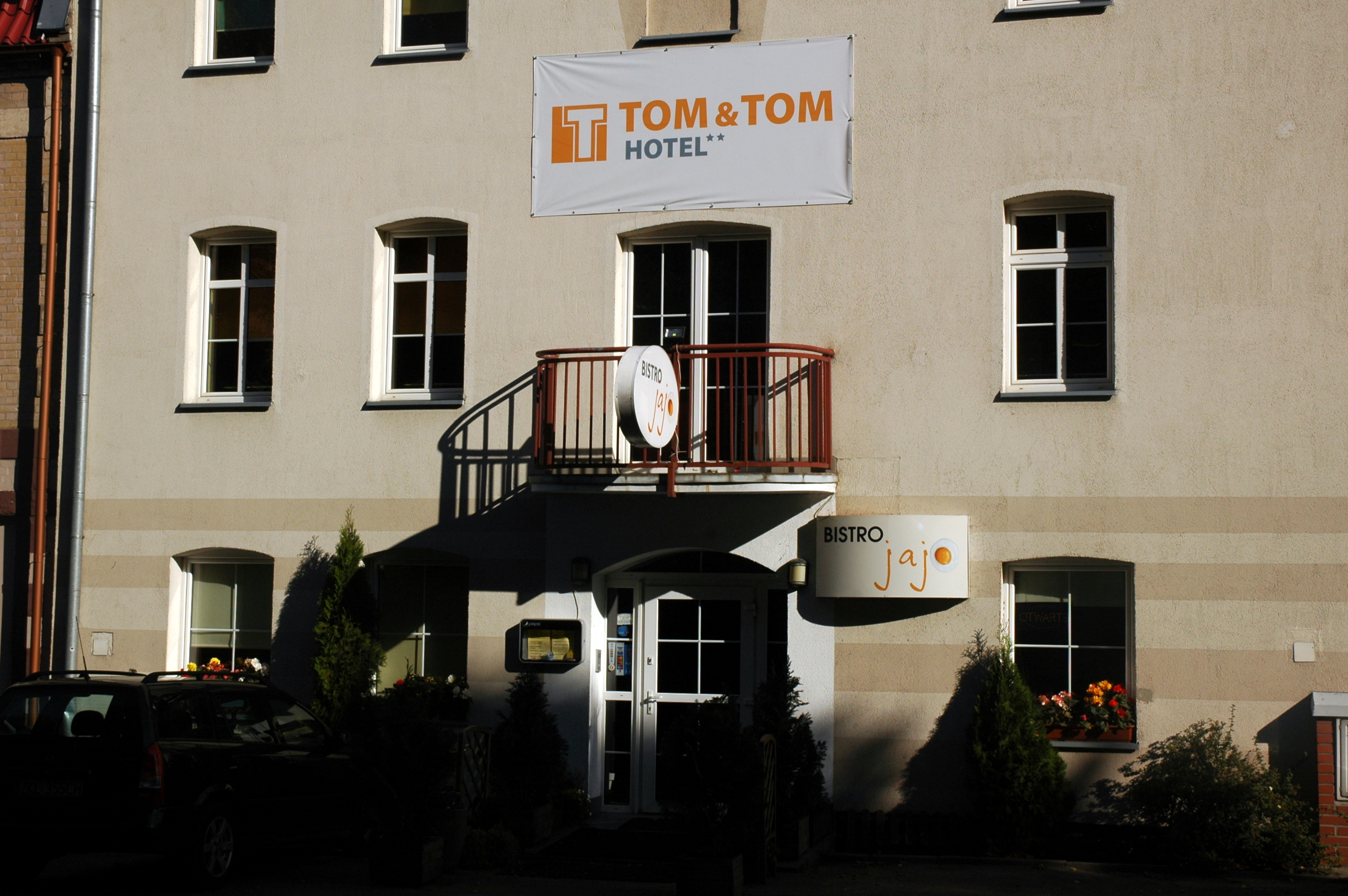
Bistro Jajo w Białogardzie (odc. 116)

| Odcinek | Odcinek | Restauracja                         | Miasto        | Data pierwszej emisji | Wynik rewolucji |
| ------- | ------- | ----------------------------------- | ------------- | --------------------- | --------------- |
| 106     | 1       | Łebska Chata                        | Łeba          | 6 marca 2014          | Udana           |
| 107     | 2       | Thai Spa & Restaurant / Pad Thai    | Poznań        | 13 marca 2014         | Udana           |
| 108     | 3       | Black Jack / Ciao Ciao!             | Słupsk        | 20 marca 2014         | Udana           |
| 109     | 4       | Zajazd rudzki / Bufet rulandia      | Ruda Śląska   | 27 marca 2014         | Udana           |
| 110     | 5       | Zośka                               | Zakopane      | 3 kwietnia 2014       | Nieudana        |
| 111     | 6       | Italia / Casa di Fulvio Maria Viola | Bielsko-Biała | 10 kwietnia 2014      | Udana           |
| 112     | 7       | Bistro pod aniołami / Madame        | Nysa          | 17 kwietnia 2014      | Udana           |
| 113     | 8       | La Costa / Bistro Bochenek          | Herby         | 24 kwietnia 2014      | Nieudana        |
| 114     | 9       | Zajazd Pod Zamkiem                  | Kętrzyn       | 1 maja 2014           | Udana           |
| 115     | 10      | Pizzeria OdNowa / Chleb & Sól       | Bochnia       | 8 maja 2014           | Udana           |
| 116     | 11      | STOP Restaurant / Bistro Jajo       | Białogard     | 15 maja 2014          | Udana           |
| 117     | 12      | La Torre / Mee...lina Bar           | Miłakowo      | 22 maja 2014          | Udana           |
| 118     | 13      | Villa "Bianco" / Steak & Lobster    | Wrocław       | 29 maja 2014          | Udana           |

## Seria 10 (jesień 2014)

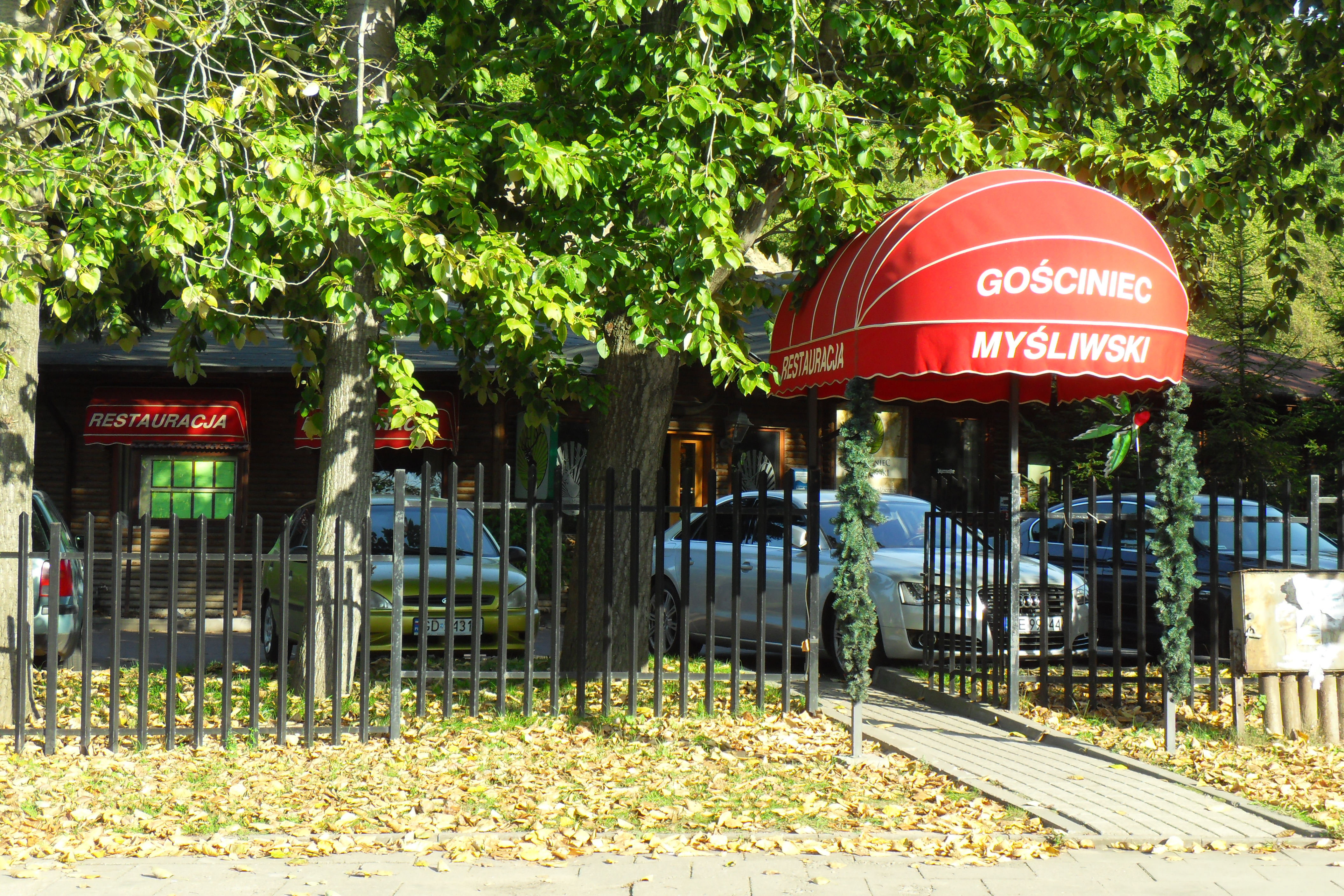
Gościniec Myśliwski w Gdańsku (odc. 119)

| Odcinek | Odcinek | Restauracja                      | Miasto           | Data pierwszej emisji | Wynik rewolucji |
| ------- | ------- | -------------------------------- | ---------------- | --------------------- | --------------- |
| 119     | 1       | Gościniec myśliwski              | Gdańsk           | 4 września 2014       | Udana           |
| 120     | 2       | Bufet Country                    | Kobiór           | 11 września 2014      | Udana           |
| 121     | 3       | Milennium / Mio Angel            | Tczew            | 18 września 2014      | Udana           |
| 122     | 4       | Karczma Jurand/ Przystanek Łosoś | Egiertowo        | 25 września 2014      | Udana           |
| 123     | 5       | Sekrety Buska                    | Busko-Zdrój      | 2 października 2014   | Nieudana        |
| 124     | 6       | El Mundo / Pod cielakiem         | Gdańsk           | 9 października 2014   | Udana           |
| 125     | 7       | Gęsia Szyja / Gęsie Sprawki      | Chełm            | 16 października 2014  | Udana           |
| 126     | 8       | Szachownica / Francja Elegancja  | Poznań           | 23 października 2014  | Udana           |
| 127     | 9       | Rancho pod strusiem              | Bielsko-Biała    | 30 października 2014  | Udana           |
| 128     | 10      | Karczma Śląska / Pyza Śląska     | Dąbrowa Górnicza | 6 listopada 2014      | Udana           |
| 129     | 11      | Restauracja Cechowa              | Złotów           | 13 listopada 2014     | Udana           |
| 130     | 12      | China Food / Pierożkarnia        | Grajewo          | 20 listopada 2014     | Udana           |
| 131     | 13      | Imperium / Długi Wąż             | Przasnysz        | 27 listopada 2014     | Udana           |

## Seria 11 (wiosna 2015)
| Odcinek | Odcinek | Restauracja                  | Miasto               | Data pierwszej emisji | Wynik rewolucji |
| ------- | ------- | ---------------------------- | -------------------- | --------------------- | --------------- |
| 132     | 1       | La Cubanita / Casa de Locos  | Sandomierz           | 5 marca 2015          | Udana           |
| 133     | 2       | West End / Lemon Capri       | Piła                 | 12 marca 2015         | Nieudana        |
| 134     | 3       | Pod Złotym Aniołem           | Bolesławiec          | 19 marca 2015         | Udana           |
| 135     | 4       | U’Bares                      | Rzeszów              | 26 marca 2015         | Nieudana        |
| 136     | 5       | Stary Browar/Manufaktura     | Świdnica             | 2 kwietnia 2015       | Udana           |
| 137     | 6       | Młyn                         | Bytów                | 9 kwietnia 2015       | Udana           |
| 138     | 7       | Polskie Ranczo               | Bestwinka            | 16 kwietnia 2015      | Udana           |
| 139     | 8       | Remus / Sielawka             | Borowo               | 23 kwietnia 2015      | Udana           |
| 140     | 9       | Polski Smak / Bar Urlop      | Katowice             | 30 kwietnia 2015      | Nieudana        |
| 141     | 10      | Dzikie Wino / Świnka i Rybka | Reda                 | 7 maja 2015           | Udana           |
| 142     | 11      | Filmowa / Hej Sokoły         | Kamieniec Wrocławski | 14 maja 2015          | Udana           |
| 143     | 12      | Figaro / Duchówka            | Elbląg               | 21 maja 2015          | Udana           |
| 144     | 13      | Zielarnia                    | Olsztynek            | 28 maja 2015          | Udana           |

## Seria 12 (jesień 2015)
| Odcinek | Odcinek | Restauracja                            | Miasto               | Data pierwszej emisji | Wynik rewolucji |
| ------- | ------- | -------------------------------------- | -------------------- | --------------------- | --------------- |
| 145     | 1       | Czardasz                               | Gdańsk               | 3 września 2015       | Udana           |
| 146     | 2       | Tbilisi / Restauracja u Nowej Zelandii | Warszawa             | 10 września 2015      | Udana           |
| 147     | 3       | Good Father / Bistro Bzik              | Katowice             | 17 września 2015      | Udana           |
| 148     | 4       | Charlie’s / Charlie’s Star             | Nowy Dwór Mazowiecki | 24 września 2015      | Udana           |
| 149     | 5       | Karczma Górecka / Owce i Róża          | Brenna               | 1 października 2015   | Udana           |
| 150     | 6       | Gusto / La Bambola                     | Piaseczno            | 8 października 2015   | Udana           |
| 151     | 7       | U Dunina / Krochmal                    | Piotrków Trybunalski | 15 października 2015  | Udana           |
| 152     | 8       | Berhida / Sowa Nasza Kasza             | Sanok                | 22 października 2015  | Udana           |
| 153     | 9       | Dymarka / Wypas                        | Dąbrówki             | 29 października 2015  | Udana           |
| 154     | 10      | Boczek i spółka / Chrup Chrup Kartofel | Jelcz-Laskowice      | 5 listopada 2015      | Nieudana        |
| 155     | 11      | Relax / Batory                         | Bielsko-Biała        | 12 listopada 2015     | Udana           |
| 156     | 12      | Gospoda / Dzika Świnia                 | Gubin                | 19 listopada 2015     | Nieudana        |
| 157     | 13      | Bistro Obora / Zajezdnia               | Zielonki             | 26 listopada 2015     | Udana           |
| 158     | 14      | El Toro                                | Łódź                 | 3 grudnia 2015        | Udana           |
| 159     | 15      | El Fuego / Kolorowe Gary               | Rąbień               | 10 grudnia 2015       | Udana           |

## Seria 13 (wiosna 2016)
| Odcinek | Odcinek | Restauracja                            | Miasto           | Data pierwszej emisji | Wynik rewolucji |
| ------- | ------- | -------------------------------------- | ---------------- | --------------------- | --------------- |
| 160     | 1       | Bar u Marka / Kugel                    | Knyszyn          | 18 lutego 2016        | Udana           |
| 161     | 2       | Mazowianka / Zwyczajna i kiełbasiarnia | Mińsk Mazowiecki | 25 lutego 2016        | Udana           |
| 162     | 3       | Aramia                                 | Szczecin         | 3 marca 2016          | Udana           |
| 163     | 4       | U Wiencka / Uncle Michael Restaurant   | Komorów          | 10 marca 2016         | Udana           |
| 164     | 5       | Kaskada smaku / Zawijane Bistro        | Pruszcz Gdański  | 17 marca 2016         | Udana           |
| 165     | 6       | L’amore / Grande Cozze                 | Kielce           | 24 marca 2016         | Udana           |
| 166     | 7       | Salon kulinarny / Abażur               | Warszawa         | 31 marca 2016         | Udana           |
| 167     | 8       | Pizzeria Kwadrans / Zapiekane          | Brzeziny         | 7 kwietnia 2016       | Udana           |
| 168     | 9       | Karczma Sidło / Śledzik                | Żukowo           | 14 kwietnia 2016      | Nieudana        |
| 169     | 10      | Pablo Picasso / Pod Gołąbkiem          | Rzeszów          | 21 kwietnia 2016      | Udana           |
| 170     | 11      | Juran / Oberża Żar                     | Dąbrowa Górnicza | 28 kwietnia 2016      | Udana           |
| 171     | 12      | Jadłodajnia Bartosz / Wyszynk z Szynką | Kielce           | 5 maja 2016           | Nieudana        |
| 172     | 13      | Papalina                               | Warszawa         | 12 maja 2016          | Nieudana        |
| 173     | 14      | Ognisty Smok / Phúc Phúc               | Lubartów         | 19 maja 2016          | Udana           |

## Seria 14 (jesień 2016)
| Odcinek | Odcinek | Restauracja                                         | Miasto            | Data pierwszej emisji | Wynik rewolucji |
| ------- | ------- | --------------------------------------------------- | ----------------- | --------------------- | --------------- |
| 174     | 1       | Piekielna Kuchnia / Nie, bo mleczne                 | Wałbrzych         | 1 września 2016       | Udana           |
| 175     | 2       | Szalotka / Szarlotka z rumieńcem                    | Łagów             | 8 września 2016       | Udana           |
| 176     | 3       | Montenegro                                          | Łódź              | 15 września 2016      | Udana           |
| 177     | 4       | Karczma Styrnol / Dzika Chata                       | Zawoja            | 22 września 2016      | Udana           |
| 178     | 5       | Cynamon / Słoneczna Miska                           | Skrzynki          | 29 września 2016      | Udana           |
| 179     | 6       | Blue Moon                                           | Wałcz             | 6 października 2016   | Nieudana        |
| 180     | 7       | Domowy Zaułek / Prawdziwa Knajpka (LOKAL ZAMKNIĘTY) | Lwówek            | 13 października 2016  | Udana           |
| 181     | 8       | Bistro Oliwka / Bistro La Rosa                      | Łódź              | 20 października 2016  | Udana           |
| 182     | 9       | Bar Na Szybkiej / Przystanek Wrocek                 | Wrocław           | 27 października 2016  | Udana           |
| 183     | 10      | Stacja Kościelniki / Gęś na jaśku                   | Kościelniki Górne | 3 listopada 2016      | Udana           |
| 184     | 11      | Garnuszek / Twoja Kolejka                           | Łodygowice        | 10 listopada 2016     | Udana           |
| 185     | 12      | Trzy Smaki / Cała Wstecz                            | Czeladź           | 17 listopada 2016     | Udana           |
| 186     | 13      | Chata Po Zbóju / Pyszna Stajenka                    | Bąków             | 24 listopada 2016     | Udana           |
| 187     | 14      | Karczma Cykada / Gość w Dom                         | Chlastawa         | 1 grudnia 2016        | Udana z uwagami |
| 188     | 15      | Karczma Zamczysko / Bistro na Fali                  | Malbork           | 8 grudnia 2016        | Udana           |

## Seria 15 (wiosna 2017)
| Odcinek | Odcinek | Restauracja                                  | Miasto                  | Data pierwszej emisji | Wynik rewolucji |
| ------- | ------- | -------------------------------------------- | ----------------------- | --------------------- | --------------- |
| 189     | 1       | Lawendowy Dom / Francuska Bajadera           | Czeladź                 | 16 lutego 2017        | Udana           |
| 190     | 2       | Pizzeria Solare / La Casa Del Polacco        | Biała Podlaska          | 23 lutego 2017        | Nieudana        |
| 191     | 3       | Zajazd w Strażnicy / Biała Choina            | Ujsoły                  | 2 marca 2017          | Udana           |
| 192     | 4       | Szafran / Wałkowane (RESTAURACJA ZAMKNIĘTA)  | Łódź                    | 9 marca 2017          | Nieudana        |
| 193     | 5       | Restauracja Rodzinna / Restauracja Miedziana | Lubin                   | 16 marca 2017         | Udana           |
| 194     | 6       | Italian House / La Nonna Siciliana           | Toruń                   | 23 marca 2017         | Udana           |
| 195     | 7       | Przedzamcze / Dom Restauracja Sztum          | Sztum                   | 30 marca 2017         | Udana           |
| 196     | 8       | Zajazd u Stefana / Karpiówka                 | Odolanów                | 6 kwietnia 2017       | Udana           |
| 197     | 9       | Na Skarpie / Gęsia Nóżka                     | Radziejów               | 13 kwietnia 2017      | Udana           |
| 198     | 10      | Rammer Jammer / Gar Na Gazie                 | Głogówek                | 20 kwietnia 2017      | Udana           |
| 199     | 11      | Bar na Stawkach / Gospoda Jagoda             | Ostrowiec Świętokrzyski | 27 kwietnia 2017      | Udana           |
| 200     | 12      | Lizawka                                      | Poznań                  | 4 maja 2017           | Udana           |
| 201     | 13      | Restauracja Bajkowa / Piknik w kratkę        | Swarzędz                | 11 maja 2017          | Nieudana        |
| 202     | 14      | Fang Youn / Gong Ji (LOKAL ZAMKNIĘTY)        | Ostróda                 | 18 maja 2017          | Udana           |

## Seria 16 (jesień 2017)
| Odcinek | Odcinek | Restauracja                                   | Miasto           | Data pierwszej emisji | Wynik rewolucji |
| ------- | ------- | --------------------------------------------- | ---------------- | --------------------- | --------------- |
| 203     | 1       | Pizzeria "Sale & Pepe” / Il Pino              | Sosnowiec        | 7 września 2017       | Udana           |
| 204     | 2       | Ślonsko gościno / Restauracja Modra           | Tarnowskie Góry  | 14 września 2017      | Udana           |
| 205     | 3       | Stare mury / Utarte                           | Chrzanów         | 21 września 2017      | Udana           |
| 206     | 4       | 1 2 3 / Stara Łaźnia                          | Tarnów           | 28 września 2017      | Udana           |
| 207     | 5       | Pirat / Nie Lada Ryba                         | Olsztyn          | 5 października 2017   | Udana           |
| 208     | 6       | Magiliana / Cibo Pazzesco                     | Sosnowiec        | 12 października 2017  | Udana           |
| 209     | 7       | Le Papillon Noir / Der Schwarze Schmetterling | Katowice         | 19 października 2017  | Nieudana        |
| 210     | 8       | Retka / Kartofel Buda                         | Łódź             | 26 października 2017  | Udana           |
| 211     | 9       | Pizzeria Vicenti / ser-o!-mania               | Lublin           | 2 listopada 2017      | Nieudana        |
| 212     | 10      | Niebo w gębie i na talerzu / Latający Johan   | Pabianice        | 9 listopada 2017      | Udana           |
| 213     | 11      | Restauracja Quatro / Ziemia Brańska Gospoda   | Brańsk           | 16 listopada 2017     | Udana           |
| 214     | 12      | Kanion / Bistro Sztufada                      | Szklarska Poręba | 23 listopada 2017     | Udana           |
| 215     | 13      | Esencja i Smak / Szynk w Pszowie              | Pszów            | 30 listopada 2017     | Udana           |

## Seria 17 (wiosna 2018)
| Odcinek | Odcinek | Restauracja                                       | Miasto               | Data pierwszej emisji | Wynik rewolucji |  |
| ------- | ------- | ------------------------------------------------- | -------------------- | --------------------- | --------------- |  |
| 216     | 1       | Restauracja Granola / Śledź i chleb               | Gdynia               | 22 lutego 2018        | Nieudana        |  |
| 217     | 2       | Restauracja Cudawianki / Kiełbasa i sznurek       | Kraków               | 1 marca 2018          | Udana           |  |
| 218     | 3       | Biała Karczma                                     | Michale              | 8 marca 2018          | Udana           |  |
| 219     | 4       | Sielsko [i] Anielsko/ Bistro Siekane              | Sieradz              | 15 marca 2018         | Udana           |  |
| 220     | 5       | Czerwony Kapturek / Kotlet Bistro                 | Poznań               | 22 marca 2018         | Udana           |  |
| 221     | 6       | Restauracja Marysieńka / Zajazd Babski            | Babice               | 29 marca 2018         | Udana           |  |
| 222     | 7       | Restauracja Kwadratowy Talerz / Bistro By the Way | Wrocław              | 5 kwietnia 2018       | Nieudana        |  |
| 223     | 8       | Helios / Po prostu stołówka                       | Czerwionka-Leszczyny | 12 kwietnia 2018      | Udana           |  |
| 224     | 9       | Restauracja Ibis / Gospoda Kaczki za wodą         | Goszczanów           | 19 kwietnia 2018      | Udana           |  |
| 225     | 10      | Famiglia per amici / Trattoria Bandiera Italiana  | Łódź                 | 26 kwietnia 2018      | Udana           |  |
| 226     | 11      | Bistro przy rondzie / Zaczarowany sad             | Radzionków           | 3 maja 2018           | Udana           |  |
| 227     | 12      | Figa z makiem / Ryba z Ikrą                       | Kołobrzeg            | 10 maja 2018          | Udana           |  |
| 228     | 13      | No i Fajnie / Jeż i jesz                          | Zgierz               | 17 maja 2018          | Udana           |  |
| 229     | 14      | Bar Krupniok / Bistro Plaaaacek Chrupiący         | Namysłów             | 24 maja 2018          | Udana           |  |

## Seria 18 (jesień 2018)
| Odcinek | Odcinek | Restauracja                          | Miasto         | Data pierwszej emisji | Wynik rewolucji |
| ------- | ------- | ------------------------------------ | -------------- | --------------------- | --------------- |
| 230     | 1       | Sjesta / Gospoda Kwaśnica            | Częstochowa    | 6 września 2018       | Udana           |
| 231     | 2       | Pracownia dobrych smaków – Rozmaryn  | Szczecin       | 13 września 2018      | Pół na pół      |
| 232     | 3       | Perfect Pub / Oberża Bażant          | Pasłęk         | 20 września 2018      | Udana           |
| 233     | 4       | Ziołowa Chata / Gospoda z górki      | Brenna         | 27 września 2018      | Udana           |
| 234     | 5       | Alladin’s / RESTAURACJA ZAMKNIĘTA    | Wrocław        | 4 października 2018   | Nieudana        |
| 235     | 6       | Włoszczyzna                          | Łódź           | 11 października 2018  | Udana           |
| 236     | 7       | Czarny Bawół / Biały Bawół           | Stare Czarnowo | 18 października 2018  | Udana           |
| 237     | 8       | James Bomba-Lina / Hot Burger Bistro | Białystok      | 25 października 2018  | Udana           |
| 238     | 9       | Karuzela Smaku / Bielany Bielany     | Warszawa       | 1 listopada 2018      | Udana           |
| 239     | 10      | Zorba / Bistro Kalamata              | Tychy          | 8 listopada 2018      | Udana           |
| 240     | 11      | Porto di mare / Pieczone Gołąbki     | Trzebinia      | 15 listopada 2018     | Udana           |
| 241     | 12      | Szafran / Soczyste Pieczyste Bistro  | Kwidzyn        | 22 listopada 2018     | Udana           |
| 242     | 13      | Masala Twist / Żar Tandoori          | Toruń          | 29 listopada 2018     | Udana           |
| 243     | 14      | Karczma Ordynat / Malinowa spiżarnia | Wielącza       | 6 grudnia 2018        | Udana           |

## Seria 19 (wiosna 2019)
| Odcinek | Odcinek | Restauracja                                 | Miasto              | Data pierwszej emisji | Wynik rewolucji |
| ------- | ------- | ------------------------------------------- | ------------------- | --------------------- | --------------- |
| 244     | 1       | Hacjenda / Karczma Żółtodzioby              | Słupia pod Bralinem | 28 lutego 2019        | Udana           |
| 245     | 2       | Taste / A Morze Las                         | Świnoujście         | 7 marca 2019          | Nieudana        |
| 246     | 3       | Dzika róża / Szynk u Fojermana              | Rybnik              | 14 marca 2019         | Udana           |
| 247     | 4       | Mada / Bistro Granat                        | Warszawa            | 21 marca 2019         | Udana           |
| 248     | 5       | Paradiso / Karczma Kurak z Pieca            | Kawice              | 28 marca 2019         | Pół na pół      |
| 249     | 6       | Zapiecek / Pyszny Zajazd                    | Dębówka             | 4 kwietnia 2019       | Udana           |
| 250     | 7       | Zakątek smaku / Oberża dawno, dawno temu... | Konstantynów Łódzki | 11 kwietnia 2019      | Udana           |
| 251     | 8       | Pierogarnia / Kociewskie Jadło              | Tczew               | 18 kwietnia 2019      | Udana           |
| 252     | 9       | Bar Tarchomin / Viva Ibiza                  | Warszawa            | 25 kwietnia 2019      | Udana           |
| 253     | 10      | Pierogarnia u Marty / Bistro Gniecione      | Nowogard            | 2 maja 2019           | Pół na pół      |
| 254     | 11      | Pierogatka / Pomidorowe Bistro              | Kalisz              | 9 maja 2019           | Udana           |
| 255     | 12      | Pod przykryfką / Cuba Banana                | Gdańsk              | 16 maja 2019          | Udana           |
| 256     | 13      | Złota kura / Złote jajo                     | Elbląg              | 23 maja 2019          | Udana           |

## Seria 20 (jesień 2019)
| Odcinek | Odcinek | Restauracja                                       | Miasto              | Data pierwszej emisji | Wynik rewolucji |
| ------- | ------- | ------------------------------------------------- | ------------------- | --------------------- | --------------- |
| 257     | 1       | Best Bar / Chłop i baba                           | Ostrów Wielkopolski | 5 września 2019       | Udana           |
| 258     | 2       | Ludwinka / Gęś Pocztowa                           | Ludwina             | 12 września 2019      | Udana           |
| 259     | 3       | Zajazd Florencja / Niezapominajka                 | Nowy Klincz         | 19 września 2019      | Udana           |
| 260     | 4       | Gościnna Ukrainka / Barszcz                       | Wejherowo           | 26 września 2019      | Pół na pół      |
| 261     | 5       | Tarta poducha / Bistro Pyszne Korzenie            | Wrocław             | 3 października 2019   | Udana           |
| 262     | 6       | Bistro Galancie / Mammy food                      | Łódź                | 10 października 2019  | Nieudana        |
| 263     | 7       | Pod zachrypniętym kogutem / Pod rumianym jabłkiem | Glewo               | 17 października 2019  | Udana           |
| 264     | 8       | Ukradli talerze / Kantyna. Do stołu marsz!        | Prudnik             | 24 października 2019  | Udana           |
| 265     | 9       | U Mariusza / Bistro w Kapuście                    | Płock               | 31 października 2019  | Udana           |
| 266     | 10      | Vintuna / Nepal Bowl                              | Warszawa            | 7 listopada 2019      | Udana           |
| 267     | 11      | Kuchnia z piwnicą / Bistro prosto z targu         | Człuchów            | 14 listopada 2019     | Nieudana        |
| 268     | 12      | Prova Gourmet / Osteria di Bitondo                | Toruń               | 21 listopada 2019     | Udana           |
| 269     | 13      | Karczma u Sołtysa / Bławatek                      | Duszniki-Zdrój      | 28 listopada 2019     | Udana           |

## Seria 21 (wiosna, jesień 2020)
| Odcinek | Odcinek | Restauracja                                                  | Miasto      | Data pierwszej emisji | Wynik rewolucji |
| ------- | ------- | ------------------------------------------------------------ | ----------- | --------------------- | --------------- |
| 270     | 1       | Szybka szama / Bistro Schadzka Przy Piecu                    | Napachanie  | 5 marca 2020          | Udana           |
| 271     | 2       | Pizza Bella / Oberża Dzik i Dąb                              | Ustroń      | 12 marca 2020         | Udana           |
| 272     | 3       | Pod Kamienicą / Przyjemnie podjadaj                          | Grudziądz   | 19 marca 2020         | Udana           |
| 273     | 4       | Bistro Smacznego / Bistro i Oberża Lis i kura                | Banino      | 26 marca 2020         | Udana           |
| 274     | 5       | Trattoria da Maria / Trattoria "Karczochy u Marii"           | Kraków      | 3 września 2020       | Udana           |
| 275     | 6       | Bar "Kartuska" / Bistro "Podaj Kaczkę Raz!"                  | Gdańsk      | 10 września 2020      | Udana           |
| 276     | 7       | Pub "Trops" / Pizzeria "di Bufala"                           | Płońsk      | 17 września 2020      | Udana           |
| 277     | 8       | Karczma "W Podwórku" / Bistro "Fiołek"                       | Cegłów      | 24 września 2020      | Udana           |
| 278     | 9       | Restauracja i Pizzeria "Amore Mio" / Fest Bar                | Chorzów     | 1 października 2020   | Pół na pół      |
| 279     | 10      | Chicken Flow / Gospoda "Zdolne łapy"                         | Łapy        | 8 października 2020   | Udana           |
| 280     | 11      | Bistro "Na drzewiarzu" / Szynk na bogato                     | Jasienica   | 15 października 2020  | Udana           |
| 281     | 12      | Gold / Gospoda chałupka                                      | Janowo      | 22 października 2020  | Udana           |
| 282     | 13      | Pizzeria Familijna / Bistro, Tłusty Indyk                    | Żerków      | 29 października 2020  | Udana           |
| 283     | 14      | Diavolo / Chimmichuri American House                         | Częstochowa | 5 listopada 2020      | Nieudana        |
| 284     | 15      | Hotel i Restauracja „Zamek" / Restauracja „U Rumińskiego”    | Szczecinek  | 12 listopada 2020     | Udana           |
| 285     | 16      | Pub „Barka” / Restauracja i smażalnia ryb „Kaczka na wodzie” | Piła        | 19 listopada 2020     | Udana           |
| 286     | 17      | Nowa Villa „Ostródzka” / W małym domku                       | Warszawa    | 26 listopada 2020     | Udana           |

## Seria 22 (wiosna 2021)
| Odcinek | Odcinek | Restauracja                                                       | Miasto      | Data pierwszej emisji (Player) | Data pierwszej emisji (TVN) | Wynik rewolucji |
| ------- | ------- | ----------------------------------------------------------------- | ----------- | ------------------------------ | --------------------------- | --------------- |
| 287     | 1       | Wielkopolanka / Dzik dzik dzik                                    | Barlinek    | 14 stycznia 2021               | 18 lutego 2021              | Udana           |
| 288     | 2       | Gargoły / Imber                                                   | Łódź        | 14 stycznia 2021               | 25 lutego 2021              | Udana           |
| 289     | 3       | Sezonowa / Trattoria Verde                                        | Częstochowa | 14 stycznia 2021               | 4 marca 2021                | Udana           |
| 290     | 4       | Mikołajek / Złoty Pikling                                         | Słupsk      | 14 stycznia 2021               | 11 marca 2021               | Nieudana        |
| 291     | 5       | Gorąca Patelnia / Kolorowe Patelnie                               | Kraków      | 14 stycznia 2021               | 18 marca 2021               | Udana           |
| 292     | 6       | Na okrągło / Ristorante Caponata Siciliana                        | Warszawa    | 14 stycznia 2021               | 25 marca 2021               | Pół na pół      |
| 293     | 7       | Bar u Skwarka / Karczma Żurawinowa Chatka Zagadka                 | Pogorzelice | 21 stycznia 2021               | 1 kwietnia 2021             | Udana           |
| 294     | 8       | Mąka i magia / Pizzeria "Croccante.Pizza.Mia"                     | Zambrów     | 28 stycznia 2021               | 8 kwietnia 2021             | Nieudana        |
| 295     | 9       | Pierogarnia "Palce lizać" / Doprawione jabłkiem                   | Łódź        | 4 lutego 2021                  | 15 kwietnia 2021            | Nieudana        |
| 296     | 10      | 4 smaki / 4 smaki na języku                                       | Libiąż      | 11 lutego 2021                 | 22 kwietnia 2021            | Udana           |
| 297     | 11      | Restauracja Floriańska / Bistro Śliwa                             | Szczyrk     | 18 lutego 2021                 | 29 kwietnia 2021            | Udana           |
| 298     | 12      | Baku / List z Kaukazu [RESTAURACJA ZAMKNIĘTA]                     | Toruń       | 25 lutego 2021                 | 6 maja 2021                 | Udana           |
| 299     | 13      | Bistro Neptun / Bistro "Niezłe kino"                              | Gdynia      | 4 marca 2021                   | 13 maja 2021                | Udana           |
| 300     | 14      | "Wilcza8 cafe & restaurant" / Bar mleczny "Klucha Kluchę pogania" | Brzeg Dolny | 20 maja 2021                   | 20 maja 2021                | Udana           |
| 301     | 15      | Dama Kier / Śląskie Niebo                                         | Lędziny     | 27 maja 2021                   | 27 maja 2021                | Udana           |

## Seria 23 (jesień 2021)
| Odcinek | Odcinek | Restauracja                                            | Miasto              | Data udostępnienia (Player) | Data emisji telewizyjnej (TVN) | Wynik rewolucji |
| ------- | ------- | ------------------------------------------------------ | ------------------- | --------------------------- | ------------------------------ | --------------- |
| 302     | 1       | Modry Kociołek / Laboratorium Chleba                   | Piekary Śląskie     | 26 sierpnia 2021            | 2 września 2021                | Udana           |
| 303     | 2       | Hotel "Ajax" / Zajazd "Zielone Rykowisko"              | Janki               | 2 września 2021             | 9 września 2021                | Udana           |
| 304     | 3       | Kawiarnio – Bistro "Filiżanka" / Bar Bigosu Czar       | Żyrardów            | 9 września 2021             | 16 września 2021               | Udana           |
| 305     | 4       | Bistro "Tasty" / Szynk pod Cycokiem                    | Piekary Śląskie     | 16 września 2021            | 23 września 2021               | Nieudana        |
| 306     | 5       | Restauracja Kuźnia Smaków / Bistro "Prosto od Serca"   | Sokołów Podlaski    | 23 września 2021            | 30 września 2021               | Udana           |
| 307     | 6       | Restauracja Magnolia / Kulinarna Fabryka Smaku         | Jawor               | 30 września 2021            | 7 października 2021            | Nieudana        |
| 308     | 7       | Restauracja "Silvano" / Karczma Gę Gę Gę               | Połajewo            | 7 października 2021         | 14 października 2021           | Udana           |
| 309     | 8       | Kura Domowa / Bistro "Ziemniak czy Kartofel?"          | Zamość              | 14 października 2021        | 21 października 2021           | Udana           |
| 310     | 9       | Baro-Kawiarnia "Marysieńka" / Bistro "Tajemniczy Staw" | Miastko             | 21 października 2021        | 28 października 2021           | Udana           |
| 311     | 10      | Restauracja "Geneza Smaku" / Bistro "Pod Papryką"      | Karpacz             | 28 października 2021        | 4 listopada 2021               | Udana           |
| 312     | 11      | "Orient X-Press" / "Pełen Rondel"                      | Grodzisk Mazowiecki | 4 listopada 2021            | 11 listopada 2021              | Udana           |
| 313     | 12      | Bar mleczny Agata                                      | Gorzów Wielkopolski | 11 listopada 2021           | 18 listopada 2021              | Udana           |
| 314     | 13      | Bar "Palce Lizać" / Bar "Violi"                        | Działdowo           | 18 listopada 2021           | 25 listopada 2021              | Udana           |
| 315     | 14      | Restauracja "Okrąglak" / Dobrze na Okrągło             | Sosnowiec           | 1 grudnia 2021              | 2 grudnia 2021                 | Udana           |
| 316     | 15      | Restauracja "W Borach" / Zajazd "Grasz w Zielone?"     | Żalno               | 8 grudnia 2021              | 9 grudnia 2021                 | Udana           |

## Seria 24 (wiosna 2022)
| Odcinek | Odcinek | Restauracja                                                                       | Miasto       | Data udostępnienia (Player) | Data emisji telewizyjnej (TVN) | Wynik rewolucji |
| ------- | ------- | --------------------------------------------------------------------------------- | ------------ | --------------------------- | ------------------------------ | --------------- |
| 317     | 1       | Restauracja "Gościnna" / Restauracja "Piwem Podlane"                              | Bartoszyce   | 24 lutego 2022              | 3 marca 2022                   | Udana           |
| 318     | 2       | Restauracja "Szmaragdowa"/ Restauracja Gruzińska "Ghvino i śpiew"                 | Kudowa-Zdrój | 3 marca 2022                | 10 marca 2022                  | Udana           |
| 319     | 3       | Restauracja "Imperia" / Bistro "Entliczek-Pentliczek, czeski knedliczek"          | Racibórz     | 10 marca 2022               | 17 marca 2022                  | Udana           |
| 320     | 4       | Restauracja "Staropolska"                                                         | Szczucin     | 17 marca 2022               | 24 marca 2022                  | Udana           |
| 321     | 5       | Pizzeria "Calabria" / "Rumiane" Bistro                                            | Olsztyn      | 24 marca 2022               | 31 marca 2022                  | Udana           |
| 322     | 6       | Restauracja "Masters" / Bistro "Z gęsią po drodze"                                | Inowrocław   | 31 marca 2022               | 7 kwietnia 2022                | Udana           |
| 323     | 7       | Restauracja "Polski Nie-Rząd" / Bistro "Idziemy w Góry"                           | Sosnowiec    | 7 kwietnia 2022             | 14 kwietnia 2022               | Udana           |
| 324     | 8       | Pizzeria "DaviOli" / Bar "Pan Wurst"                                              | Krzeszyce    | 14 kwietnia 2022            | 21 kwietnia 2022               | Udana           |
| 325     | 9       | Restauracja Wietnamska "Zielony Nosorożec" / Bistro Wietnamskie "Zielony Wietnam" | Białystok    | 21 kwietnia 2022            | 28 kwietnia 2022               | Udana           |
| 326     | 10      | Pizzeria "Bujani" / Gospoda "Wino i Żarełko u Bujaka"                             | Tarnów       | 28 kwietnia 2022            | 5 maja 2022                    | Udana           |
| 327     | 11      | Restauracja "Dobre Jadło" / Bistro "Prosta Kuchnia"                               | Czeladź      | 5 maja 2022                 | 12 maja 2022                   | Udana           |
| 328     | 12      | American Dream Restaurant & Sports bar / Queens Street Bar                        | Wrocław      | 16 maja 2022                | 19 maja 2022                   | Udana           |
| 329     | 13      | "Caverna" Cafe / Bistro "Chrupiąca Kalarepa"                                      | Opole        | 23 maja 2022                | 26 maja 2022                   | Udana           |

## Seria 25 (jesień 2022)
| Odcinek | Odcinek | Restauracja                                                                  | Miasto               | Data udostępnienia (Player) | Data emisji telewizyjnej (TVN) | Wynik rewolucji |
| ------- | ------- | ---------------------------------------------------------------------------- | -------------------- | --------------------------- | ------------------------------ | --------------- |
| 330     | 1       | Restauracja-pizzeria "Irlandia" / "Tavola Calda Siciliana"                   | Czechowice-Dziedzice | 1 września 2022             | 1 września 2022                | Udana           |
| 331     | 2       | Kawiarnia i Lunch Bar "Elegancko" / Bistro "To tu i To tam"                  | Szczecin             | 1 września 2022             | 8 września 2022                | Udana           |
| 332     | 3       | Restauracja "Smaczne...GO" / Knajpka "Czuszka"                               | Tomaszów Mazowiecki  | 8 września 2022             | 15 września 2022               | Udana           |
| 333     | 4       | Restauracja "Cudnie" / Bistro Żydowskie "Pełno w Sieci"                      | Puławy               | 15 września 2022            | 22 września 2022               | Nieudana        |
| 334     | 5       | Restauracja Gruzińska "Sakartvelo" / Zajazd "Do Gruzji 2700km"               | Zakręt               | 22 września 2022            | 29 września 2022               | Udana           |
| 335     | 6       | Restauracja "Fyrtel Smaków" / Restauracja "Złota Świnka"                     | Kamionki             | 29 września 2022            | 6 października 2022            | Udana           |
| 336     | 7       | Restauracja "Limba" / Bistro "Kaczki i Buraczki"                             | Barlinek             | 6 października 2022         | 13 października 2022           | Nieudana        |
| 337     | 8       | Bistro "Pod Przykrywką" / Bistro "Mam apetyt na..."                          | Szczecin             | 13 października 2022        | 20 października 2022           | Pół na pół      |
| 338     | 9       | Bistro "ĄĘ" / Bistro "Brylancik"                                             | Chorzów              | 20 października 2022        | 27 października 2022           | Udana           |
| 339     | 10      | Restauracja "Czwórka" / Bar "Pomidor Cud – Malina"                           | Elbląg               | 27 października 2022        | 3 listopada 2022               | Udana           |
| 340     | 11      | Restauracja "Sho-Sho" / Restauracja "Koronkowa robota"                       | Płock                | 3 listopada 2022            | 10 listopada 2022              | Udana           |
| 341     | 12      | Restauracja "Spaghetteria Cucina Italiana" / Trattoria "Angelino Pasta Wino" | Białystok            | 10 listopada 2022           | 17 listopada 2022              | Udana           |
| 342     | 13      | Bistro "43300" / Bistro "U Rodziny Gębalskich"                               | Bielsko-Biała        | 17 listopada 2022           | 24 listopada 2022              | Udana           |
| 343     | 14      | Restauracja "Kulinarna Warszawka" / Bar "Sztuka na Raz"                      | Kępno                | 24 listopada 2022           | 1 grudnia 2022                 | Udana           |

## Seria 26 (wiosna 2023)
| Odcinek | Odcinek | Restauracja                                                       | Miasto                | Data udostępnienia (Player) | Data emisji telewizyjnej (TVN) | Wynik rewolucji |
| ------- | ------- | ----------------------------------------------------------------- | --------------------- | --------------------------- | ------------------------------ | --------------- |
| 344     | 1       | Restauracja francuska "Voila" / Bistro francuskie "Voila Avignon" | Kraków                | 2 marca 2023                | 2 marca 2023                   | Udana           |
| 345     | 2       | Restauracja "Czterech Pancernych" / Bistro "Kolorowe Wazy"        | Biedrusko             | 2 marca 2023                | 9 marca 2023                   | Udana           |
| 346     | 3       | Restauracja "Vis a Vis" / Bistro "Latające Smaki"                 | Mielec                | 9 marca 2023                | 16 marca 2023                  | Udana           |
| 347     | 4       | Centrum gastronomiczne „Margaret”                                 | Wrocław               | 16 marca 2023               | 23 marca 2023                  | Udana           |
| 348     | 5       | Hotel i Restauracja "Witnica" / Zajazd "Je je jeleń"              | Witnica               | 23 marca 2023               | 30 marca 2023                  | Udana           |
| 349     | 6       | Karczma „Pod Dębami” / Zajazd „Kacze Zamieszanie”                 | Komorniki             | 30 marca 2023               | 6 kwietnia 2023                | Udana           |
| 350     | 7       | Restauracja Bałkańska „Alexandria”                                | Grodzisk Wielkopolski | 6 kwietnia 2023             | 13 kwietnia 2023               | Udana           |
| 351     | 8       | Bar „Incognito” / Szynk "U Tasi Terleckiej"                       | Trzciel               | 13 kwietnia 2023            | 20 kwietnia 2023               | Udana           |
| 352     | 9       | Restauracja „Nie ma jak u mamy" / Bistro "Sama rozkosz"           | Wrocław               | 20 kwietnia 2023            | 27 kwietnia 2023               | Udana           |
| 353     | 10      | Pizzeria "Dobre Miejsce 65" / Bar U Grochowej                     | Poznań                | 27 kwietnia 2023            | 4 maja 2023                    | Udana           |
| 354     | 11      | Restauracja Grande Cozze / Trattoria Buon Posto                   | Kielce                | 4 maja 2023                 | 11 maja 2023                   | Udana           |
| 355     | 12      | Pierogarnia Stary Młyn / Restauracja Malowane Pierogi             | Łomża                 | 11 maja 2023                | 18 maja 2023                   | Udana           |
| 356     | 13      | Pizzeria - Kebab "U Pancia" / Restauracja Doprawiony Pancio       | Łódź                  | 18 maja 2023                | 25 maja 2023                   | Nieudana        |

## Seria 27 (jesień 2023)
| Odcinek | Odcinek | Restauracja                                                | Miasto          | Data udostępnienia (Player) | Data emisji telewizyjnej (TVN) | Wynik rewolucji |
| ------- | ------- | ---------------------------------------------------------- | --------------- | --------------------------- | ------------------------------ | --------------- |
| 357     | 1       | Restauracja "Cooking & Events" / Gospoda "Kaszubski polot" | Czarna Dąbrówka | 7 września 2023             | 7 września 2023                | Udana           |
| 358     | 2       | Zajazd "Dwa Koguty" / Gospoda "Lasowiackie serce"          | Przędzel        | 7 września 2023             | 14 września 2023               | Nieudana        |
| 359     | 3       | Bar Mleczny / Bar "Koperkowy"                              | Warszawa        | 14 września 2023            | 21 września 2023               | Udana           |
| 360     | 4       | Karczma "Dziupla u Wuja" / Gospoda "Pękata chata"          | Górki Wielkie   | 21 września 2023            | 28 września 2023               | Udana           |
| 361     | 5       | Restauracja "Mio Gastro" / Trattoria "Melone Rosa"         | Gdańsk          | 28 września 2023            | 5 października 2023            | Udana           |
| 362     | 6       | Restauracja "Pod Orzechem" / Zajazd "Dziadek do Orzechów"  | Bytom           | 5 października 2023         | 12 października 2023           | Udana           |
| 363     | 7       | Bistro "Pyza" / Bistro "¡Mama olé!"                        | Białogard       | 12 października 2023        | 19 października 2023           | Udana           |
| 364     | 8       | Bar "Pierożek" / Bistro "ACH Pomidor"                      | Grudziądz       | 19 października 2023        | 26 października 2023           | Nieudana        |
| 365     | 9       | Hot Devil Pizza / Przystanek Italia                        | Łódź            | 26 października 2023        | 2 listopada 2023               | Udana           |
| 366     | 10      | Jani Sushi / Bistro "Kolorowe smarowane sznytki"           | Tarnów          | 2 listopada 2023            | 9 listopada 2023               | Udana           |
| 367     | 11      | Bar "Burger i Spółka" / "Ananas Florida" Burger Bar        | Łódź            | 9 listopada 2023            | 16 listopada 2023              | Udana           |
| 368     | 12      | Kawiarnia "Nusma" / "Śledź Ten Bar"                        | Lębork          | 16 listopada 2023           | 23 listopada 2023              | Udana           |

## Seria 28 (wiosna 2024)
| Odcinek | Odcinek | Restauracja                                             | Miasto          | Data udostępnienia (Player) | Data emisji telewizyjnej (TVN) | Wynik rewolucji |
| ------- | ------- | ------------------------------------------------------- | --------------- | --------------------------- | ------------------------------ | --------------- |
| 369     | 1       | Restauracja „Gusto Kuchnia i Wino” / „Dzikowisko”       | Bydgoszcz       | 7 marca 2024                | 7 marca 2024                   | Udana           |
| 370     | 2       | „Karpielówka” / „Karczma u Ceprów”                      | Warszawa        | 7 marca 2024                | 14 marca 2024                  | Pół na Pół      |
| 371     | 3       | „Don Martinez” / Szynk „Siała Baba Mak”                 | Rybnik          | 14 marca 2024               | 21 marca 2024                  | Nieudana        |
| 372     | 4       | „Na Winklu” / Szynk „Rumiane i Pieczyste”               | Nowy Targ       | 21 marca 2024               | 29 marca 2024                  | Udana           |
| 373     | 5       | Bistro „Pomylone Gary” / "Bistro „Pyr! Pyr! Pyr!”       | Poznań          | 28 marca 2024               | 4 kwietnia 2024                | Udana           |
| 374     | 6       | „Oaza Smaku"/ Bistro „Koszyki”                          | Nowy Tomyśl     | 4 kwietnia 2024             | 11 kwietnia 2024               | Udana           |
| 375     | 7       | "Chicken Go" / Bar "Mój Schaboszczak"                   | Żnin            | 11 kwietnia 2024            | 18 kwietnia 2024               | Udana           |
| 376     | 8       | Bar "Świńskie Sprawki" / Bistro "Sztuka Kochania Mięsa" | Łódź            | 18 kwietnia 2024            | 25 kwietnia 2024               | Nieudana        |
| 377     | 9       | "Gościniec" / "Jedz! Niebecz"                           | Myszęcin        | 25 kwietnia 2024            | 2 maja 2024                    | Udana           |
| 378     | 10      | "Schabowy i Spółka" / Stop Bar "Nad Liwcem"             | Kalinowiec      | 2 maja 2024                 | 9 maja 2024                    | Udana           |
| 379     | 11      | "Art-Smaku" / Bistro "Czy Kapusty?"                     | Tarnowskie Góry | 9 maja 2024                 | 16 maja 2024                   | Udana           |
| 380     | 12      | Restauracja "Fresco" / Restauracja litewska "Wilniuk"   | Suwałki         | 16 maja 2024                | 23 maja 2024                   | Udana           |

## Seria 29 (jesień 2024)
| Odcinek | Odcinek | Restauracja                                                                  | Miasto        | Data udostępnienia (Player, Max) | Data emisji telewizyjnej (TVN) | Wynik rewolucji |
| ------- | ------- | ---------------------------------------------------------------------------- | ------------- | -------------------------------- | ------------------------------ | --------------- |
| 381     | 1       | „Piccownia” / Pizzeria „Ragazzi da Mangiare”                                 | Warszawa      | 5 września 2024                  | 5 września 2024                | Udana           |
| 382     | 2       | Restauracja „Paleta Smaków” / Karczma „Śliwkowa Bobowa”                      | Bobowa        | 12 września 2024                 | 12 września 2024               | Udana           |
| 383     | 3       | Restauracja lotnicza „Epto” / Bistro „PodNiebienie”                          | Toruń         | 19 września 2024                 | 19 września 2024               | Udana           |
| 384     | 4       | Restauracja „Meltini” / „Bayer Landhaus Szynk”                               | Katowice      | 26 września 2024                 | 26 września 2024               | Nieudana        |
| 385     | 5       | Pizzeria „Antonio" / Pizzeria „Ciao! Ciao! Antonio Pizza"                    | Łódź          | 3 października 2024              | 3 października 2024            | Udana           |
| 386     | 6       | „Via Piada" / „Kiełbaskownia"                                                | Kraków        | 10 października 2024             | 10 października 2024           | Udana           |
| 387     | 7       | Karczma „Kujawska" / Restauracja „Kacze Sekrety"                             | Włocławek     | 17 października 2024             | 17 października 2024           | Udana           |
| 388     | 8       | Restauracja „Kuchnia na górce" / Bistro „Zielono i Już"                      | Zielona Góra  | 24 października 2024             | 24 października 2024           | Pół na pół      |
| 389     | 9       | Restauracja gruzińska „Suliko" / Restauracja gruzińska „Koconi Gruzja Grill" | Podkowa Leśna | 31 października 2024             | 31 października 2024           | Udana           |
| 390     | 10      | „Głodny Polak" / „Nasyceni Nakarmieni" Bistro                                | Rawicz        | 7 listopada 2024                 | 7 listopada 2024               | Udana           |
| 391     | 11      | Bistro „Rozmaryn" / Restauracja „Leśne Babeczki"                             | Warszawa      | 14 listopada 2024                | 14 listopada 2024              | Udana           |
| 392     | 12      | Restauracja „Czarny Domek" / „Bar De Żur"                                    | Konin         | 21 listopada 2024                | 21 listopada 2024              | Udana           |

## Seria 30 (wiosna 2025)
| Odcinek | Odcinek | Restauracja                                             | Miasto              | Data pierwszej emisji (TVN) | Data udostępnienia (Player) | Wynik rewolucji |
| ------- | ------- | ------------------------------------------------------- | ------------------- | --------------------------- | --------------------------- | --------------- |
| 393     | 1       | Bar „Schab w Panierce” / Zajazd „Polskie Drogi”         | Borysławice         | 27 lutego 2025              | 27 lutego 2025              | Udana           |
| 394     | 2       | Bar „Baszta” / Jedz I Bas(z)ta                          | Świdnica            | 6 marca 2025                | 27 lutego 2025              | Nieudana        |
| 395     | 3       | „Nasze Smaki” / Bistro „Gęsiarka”                       | Koronowo            | 13 marca 2025               | 6 marca 2025                | Udana           |
| 396     | 4       | Bistro „Zalewajka” / „Pyza w sosie” „(przy szosie)”     | Sierpów             | 20 marca 2025               | 13 marca 2025               | Udana           |
| 397     | 5       | Pizzeria „Worek Mąki” / „Maleńka Kapadocja”             | Gdynia              | 27 marca 2025               | 20 marca 2025               | Pół na pół      |
| 398     | 6       | „Stara Kuźnia” / „Borowikowy Las"                       | Magnuszew           | 3 kwietnia 2025             | 27 marca 2025               | Udana           |
| 399     | 7       | „Piwnica Smaku" / „Hot Loch"                            | Turek               | 10 kwietnia 2025            | 3 kwietnia 2025             | Udana           |
| 400     | 8       | Restauracja „EkoTradycja” / Restauracja „Śląski Cysorz” | Cieszyn             | 17 kwietnia 2025            | 10 kwietnia 2025            | Udana           |
| 401     | 9       | „Hot Italian Pizza” / Trattoria „La Piccola Strada”     | Zielona Góra        | 24 kwietnia 2025            | 17 kwietnia 2025            | Udana           |
| 402     | 10      | Bistro „Mateczka” / Restauracja „Polna na Jaśminowej”   | Wójtowo             | 1 maja 2025                 | 24 kwietnia 2025            | Udana           |
| 403     | 11      | Restauracja azjatycka „Asia Box” / „Złoty Tygrys”       | Gorzów Wielkopolski | 8 maja 2025                 | 1 maja 2025                 | Udana           |
| 404     | 12      | Dom Przyjęć i Karczma „Stodoła” / Karczma „Sasanka"     | Świerklany          | 15 maja 2025                | 8 maja 2025                 | Udana           |